# Formula Nippon 2005
La stagione 2005 della Formula Nippon  fu corsa in 9 gare. 8 differenti team, 17 differenti piloti vi presero parte. Tutti usarono vetture della Lola, telaio Lola B3/51 e motori Mugen Honda MF308.
Al termine delle competizioni il titolo venne aggiudicato al pilota giapponese Satoshi Motoyama.

## La pre-stagione

### Calendario
| Gara | Circuito           | Giri | Lunghezza            | Data        |
| ---- | ------------------ | ---- | -------------------- | ----------- |
| 1    | Circuito di Motegi | 62   | 62x4,796=297,352 km  | 3 aprile    |
| 2    | Circuito di Suzuka | 51   | 51x5,807=296,157 km  | 17 aprile   |
| 3    | Circuito di Sugo   | 80   | 80x3,704=296,32 km   | 15 maggio   |
| 4    | Circuito del Fuji  | 62   | 62x4,563=282,906 km  | 5 giugno    |
| 5    | Circuito di Suzuka | 51   | 51x5,807=296,157 km  | 3 luglio    |
| 6    | Circuito di Mine   | 75   | 75x3,238=242,85 km   | 31 luglio   |
| 7    | Circuito del Fuji  | 65   | 65x4,563=296,595 km  | 28 agosto   |
| 8    | Circuito di Motegi | 62   | 62x 4,796=297,352 km | 23 ottobre  |
| 9    | Circuito di Suzuka | 51   | 51x5,807=296,157 km  | 27 novembre |

- Tutte le corse sono disputate in Giappone.

## Piloti e team
| Team                            | Nr. | Pilota             | Gare  |
| ------------------------------- | --- | ------------------ | ----- |
| Docomo Dandelion Racing         | 1   | Richard Lyons      | Tutte |
| Docomo Dandelion Racing         | 2   | Naoki Hattori      | Tutte |
| Kondo Racing Team               | 3   | Sakon Yamamoto     | Tutte |
| Kondo Racing Team               | 4   | Jaroslav Janiš     | 1-3   |
| Kondo Racing Team               | 4   | Ronnie Quintarelli | 4-9   |
| Team 5Zigen                     | 5   | Tsugio Matsuda     | Tutte |
| Forum Engeineering Team Le Mans | 7   | Tatsuya Kataoka    | Tutte |
| Forum Engeineering Team Le Mans | 8   | Takeshi Tsuchiya   | Tutte |
| Team Cerumo                     | 11  | Katsuyuki Hiranaka | Tutte |
| Takagi Planning with Cerumo     | 12  | Toranosuke Takagi  | Tutte |
| Mobilcast Team Impul            | 19  | Benoît Tréluyer    | Tutte |
| Mobilcast Team Impul            | 20  | Yuji Ide           | Tutte |
| Arting Racing Team with Impul   | 23  | Satoshi Motoyama   | Tutte |
| Carrozzeria Team Mohn           | 27  | Masanobu Kato      | 1     |
| Carrozzeria Team Mohn           | 28  | Hideki Noda        | Tutte |
| Piaa Nakajima Planing           | 31  | André Lotterer     | Tutte |
| Piaa Nakajima Planing           | 32  | Takashi Kogure     | Tutte |

- Tutte le vetture sono Lola B3/51, spinte da motori Mugen.

## Risultati e classifiche

### Risultati
| Gara | Circuito | Tempo       | Velocità     | Pole Position    | Giro veloce        | Vincitore        |
| ---- | -------- | ----------- | ------------ | ---------------- | ------------------ | ---------------- |
| 1    | Motegi   | 1'44:25.154 | 170,860 km/h | Yuji Ide         | Katsuyuki Hiranaka | Richard Lyons    |
| 2    | Suzuka   | 1'35:15.713 | 186,532 km/h | Benoît Tréluyer  | Takashi Kogure     | Yuji Ide         |
| 3    | Sugo     | 1'45:31.764 | 168,476 km/h | Takashi Kogure   | Hideki Noda        | Satoshi Motoyama |
| 4    | Fuji     | 1'03:40.504 | 137,589 km/h | Richard Lyons    | Tsugio Matsuda     | Benoît Tréluyer  |
| 5    | Suzuka   | 1'58:53.052 | 149,468 km/h | Satoshi Motoyama | Yuji Ide           | Satoshi Motoyama |
| 6    | Mine     | 1'46:32.147 | 136,771 km/h | Benoît Tréluyer  | Yuji Ide           | Yuji Ide         |
| 7    | Fuji     | 1'40:15.339 | 177,503 km/h | Richard Lyons    | Satoshi Motoyama   | André Lotterer   |
| 8    | Motegi   | 1'45:51.073 | 168,549 km/h | Satoshi Motoyama | Sakon Yamamoto     | Satoshi Motoyama |
| 9    | Suzuka   | 1'34:23.413 | 188,255 km/h | Tsugio Matsuda   | Benoît Tréluyer    | André Lotterer   |

### Classifica piloti
I punti sono assegnati secondo lo schema seguente:
| Punti | 10 | 6 | 4 | 3 | 2 | 1 |

| Pos | Pilota             | MOT | SUZ | SUG | FUJ | SUZ | MIN | FUJ | MOT | SUZ | Punti |
| --- | ------------------ | --- | --- | --- | --- | --- | --- | --- | --- | --- | ----- |
| 1   | Satoshi Motoyama   | 4   | 4   | 1   | 2   | 1   | 3   | 13  | 1   | 2   | 52    |
| 2   | Yuji Ide           | 2   | 1   | 5   | 7   | 8   | 1   | 3   | 4   | 3   | 39    |
| 3   | Richard Lyons      | 1   | 5   | 2   | 4   | 3   | Rit | 4   | 13  | 5   | 30    |
| 4   | André Lotterer     | 11  | Rit | 9   | Rit | Rit | 10  | 1   | Rit | 1   | 20    |
| 5   | Takashi Kogure     | Rit | 3   | 3   | 8   | 2   | Rit | 11  | 9   | 6   | 15    |
| 6   | Benoît Tréluyer    | 6   | 9†  | Rit | 1   | Rit | Rit | 12  | 11  | 4   | 14    |
| 7   | Tsugio Matsuda     | 10† | 2   | Rit | 3   | 6   | 4   | 9   | 10  | 8   | 14    |
| 8   | Takeshi Tsuchiya   | 5   | Rit | 4   | Rit | Rit | 5   | 5   | 3   | Rit | 13    |
| 9   | Ronnie Quintarelli |     |     |     | 5   | 5   | 2   | Rit | 5   | 10  | 12    |
| 10  | Sakon Yamamoto     | 14† | Rit | Rit | Rit | 4   | 8   | Rit | 2   | 11  | 9     |
| 11  | Tatsuya Kataoka    | 7   | 8   | 8   | Rit | Rit | 7   | 2   | 6   | 7   | 7     |
| 12  | Naoki Hattori      | 3   | 6   | 6   | 10  | 7   | 6   | 7   | 7   | 14† | 7     |
| 13  | Katsuyuki Hiranaka | 8   | Rit | Rit | 6   | Rit | Rit | 6   | 12  | 9   | 2     |
| 14  | Jaroslav Janiš     | 12  | 7   | 7   |     |     |     |     |     |     | 0     |
| 15  | Toranosuke Takagi  | 9   | Rit | 11  | 9   | 10  | 9   | 8   | Rit | 12  | 0     |
| 16  | Hideki Noda        | Rit | Rit | 10  | Rit | 9†  | Rit | 10  | 8   | 13  | 0     |
| 17  | Masanobu Kato      | 13  |     |     |     |     |     |     |     |     | 0     |
| Pos | Pilota             | MOT | SUZ | SUG | FUJ | SUZ | MIN | FUJ | MOT | SUZ | Punti |

| Colore  | Risultato             |
| ------- | --------------------- |
| Oro     | Vincitore             |
| Argento | 2º posto              |
| Bronzo  | 3º posto              |
| Verde   | Finito a punti        |
| Blu     | Finito senza punti    |
| Viola   | Ritirato (Rit)        |
| Viola   | Non classificato (NC) |
| Rosso   | Non qualificato (NQ)  |
| Nero    | Squalificato (SQ)     |
| Bianco  | Non partito (NP)      |
| Bianco  | Non ha gareggiato     |
| Bianco  | Infortunato (INF)     |
| Bianco  | Escluso (ES)          |
| Bianco  | Gara cancellata (C)   |

### Risultati completi
| Prima colonna | 10 | = Posizione nella griglia |

| Seconda colonna | 10 | = Risultato in gara |

R9=ritirato ma classificato R=ritirato
| Pos. | Nome               | Team             | MOT | MOT | SUZ | SUZ | SUG | SUG | FUJ | FUJ | SUZ | SUZ | MIN | MIN | FUJ | FUJ | MOT | MOT | SUZ | SUZ |
| 1    | Satoshi Motoyama   | Team Impul       | 2   | 4   | 6   | 4   | 2   | 1   | 9   | 2   | 1   | 1   | 3   | 3   | 2   | 13  | 1   | 1   | 4   | 2   |
| 2    | Yuji Ide           | Team Impul       | 1   | 2   | 10  | 1   | 8   | 5   | 12  | 7   | 3   | 8   | 2   | 1   | 6   | 3   | 5   | 4   | 10  | 3   |
| 3    | Richard Lyons      | Dandelion Racing | 5   | 1   | 9   | 5   | 6   | 2   | 1   | 4   | 11  | 3   | 10  | R   | 1   | 4   | 6   | 13  | 8   | 5   |
| 4    | André Lotterer     | Nakajima Racing  | 12  | 11  | 4   | R   | 7   | 9   | 13  | R   | 5   | R   | 4   | 10  | 3   | 1   | 2   | R   | 5   | 1   |
| 5    | Takashi Kogure     | Nakajima Racing  | 10  | R   | 7   | 3   | 1   | 3   | 7   | 8   | 8   | 2   | 9   | R   | 14  | 11  | 12  | 9   | 7   | 6   |
| 6    | Benoît Tréluyer    | Team Impul       | 3   | 6   | 1   | R9  | 4   | R   | 8   | 1   | 4   | R   | 1   | R   | 7   | 12  | 3   | 11  | 9   | 4   |
|      | Tsugio Matsuda     | Team 5Zigen      | 6   | R10 | 2   | 2   | 10  | R   | 4   | 3   | 7   | 6   | 8   | 4   | 10  | 9   | 10  | 10  | 1   | 8   |
| 8    | Takeshi Tsuchiya   | Team LeMans      | 7   | 5   | 5   | R   | 9   | 4   | 10  | R   | 6   | R   | 6   | 5   | 9   | 5   | 7   | 3   | 3   | R   |
| 9    | Ronnie Quintarelli | Kondo Racing     | -   | -   | -   | -   | -   | -   | 6   | 5   | 12  | 5   | 5   | 2   | 4   | R   | 11  | 5   | 13  | 10  |
| 10   | Sakon Yamamoto     | Kondo Racing     | 9   | R14 | 13  | R   | 3   | R   | 5   | R   | 13  | 4   | 15  | 8   | 5   | R   | 4   | 2   | 11  | 11  |
| 11   | Tatsuya Kataoka    | Team LeMans      | 8   | 7   | 3   | 8   | 11  | 8   | 3   | R   | 10  | R   | 7   | 7   | 5   | 2   | 9   | 6   | 2   | 7   |
|      | Naoki Hattori      | Dandelion Racing | 4   | 3   | 11  | 6   | 13  | 6   | 11  | 10  | 9   | 7   | 13  | 6   | 13  | 7   | 15  | 7   | 6   | R14 |
| 13   | Katsuyuki Hiranaka | Team Cerumo      | 11  | 8   | 8   | R   | 12  | R   | 2   | 6   | 2   | R   | 12  | R   | 11  | 6   | 13  | 12  | 12  | 9   |
| -    | Jaroslav Janiš     | Kondo Racing     | 15  | 12  | 15  | 7   | 14  | 7   | -   | -   | -   | -   | -   | -   | -   | -   | -   | -   | -   | -   |
| -    | Toranosuke Takagi  | Team Cerumo      | 13  | 9   | 14  | R   | 15  | 11  | 15  | 9   | 14  | 10  | 11  | 9   | 15  | 8   | 8   | R   | 15  | 12  |
| -    | Hideki Noda        | Team Mohn        | 14  | R   | 12  | R   | 5   | 10  | 14  | R   | 15  | R9  | 14  | R   | 12  | 10  | 14  | 8   | 14  | 13  |
| -    | Masanobu Kato      | Team Mohn        | 16  | 13  | -   | -   | -   | -   | -   | -   | -   | -   | -   | -   | -   | -   | -   | -   | -   | -   |
| Pos. | Nome               | Team             | MOT | MOT | SUZ | SUZ | SUG | SUG | FUJ | FUJ | SUZ | SUZ | MIN | MIN | FUJ | FUJ | MOT | MOT | SUZ | SUZ |